# Epicadus dimidiaster
Espèce
Epicadus dimidiaster est une espèce d'araignées aranéomorphes de la famille des Thomisidae.

## Distribution
Cette espèce se rencontre au Brésil, en Colombie et au Pérou.

## Description
La femelle holotype mesure 7,89 mm et le mâle paratype 2,58 mm.

## Publication originale
- Machado, Teixeira & Lise, 2018 : « There and back again: More on the taxonomy of the crab spiders genus Epicadus (Thomisidae: Stephanopinae). » Zootaxa, no 4382(3), p. 501-530.